# Lago (Cosença)
Lago é uma comuna italiana da região da Calábria, província de Cosença, com cerca de 3.092 habitantes. Estende-se por uma área de 49 km², tendo uma densidade populacional de 63 hab/km². Faz fronteira com Aiello Calabro, Belmonte Calabro, Domanico, Grimaldi, Mendicino, San Pietro in Amantea.

## Demografia
| Variação demográfica do município entre 1861 e 2011                               |
|                                                                                   |
| Fonte: Istituto Nazionale di Statistica (ISTAT) - Elaboração gráfica da Wikipedia |

## Conexiones externas
- «Il Presepe di Lago»
- «Scheda del comune»
- «sito della Parrocchia S. Nicola»